# Saint-Front (Charente)
Saint-Front è un comune francese di 345 abitanti situato nel dipartimento della Charente, nella regione della Nuova Aquitania.

## Società

### Evoluzione demografica
Abitanti censiti